# Онопріївська сільська рада
Онопріївська сільська́ ра́да — адміністративно-територіальна одиниця та орган місцевого самоврядування в Тальнівському районі Черкаської області. Адміністративний центр — село Онопріївка.

## Загальні відомості
- Населення ради: 1 106 осіб (станом на 2001 рік)

## Населені пункти
Сільській раді підпорядковані населені пункти:
- с. Онопріївка
- с. Кобиляки
- с. Павлівка Друга

## Склад ради
Рада складається з 12 депутатів та голови.
- Голова ради: Бондаренко Василь Олексійович
- Секретар ради: Скиданюк Ольга Василівна

### Керівний склад попередніх скликань
| Прізвище, ім'я, по батькові   | Основні відомості                                                         | Дата обрання | Дата звільнення |
| ----------------------------- | ------------------------------------------------------------------------- | ------------ | --------------- |
| Бондаренко Василь Олексійович | Сільський голова, 1965 року народження, освіта вища, член Народної партії | 26.03.2006   | 31.10.2010      |
| Бондаренко Василь Олексійович | Сільський голова, 1965 року народження, освіта вища, член Народної партії | 31.10.2010   |                 |

Примітка: таблиця складена за даними сайту Верховної Ради України

### Депутати
За результатами місцевих виборів 2010 року депутатами ради стали:

#### За суб'єктами висування
| Суб'єкт висування | Кількість обраних депутатів | %    |
| ----------------- | --------------------------- | ---- |
| Народна партія    | 9                           | 75   |
| Самовисування     | 2                           | 16,7 |
| Партія регіонів   | 1                           | 8,3  |

#### За округами
| № округу        | Прізвище, ім'я, по батькові  | Дата визнання обраним | Освіта  | Партійна приналежність                        | Відомості про обраного депутата                         |
| --------------- | ---------------------------- | --------------------- | ------- | --------------------------------------------- | ------------------------------------------------------- |
| Народна Партія  |                              |                       |         |                                               |                                                         |
| 1               | Кухар Валентина Петрівна     | 01.11.2010            | вища    | член Народної партії                          | Онопріївська сільська рада, бухгалтер                   |
| 3               | Шамота Людмила Андріївна     | 01.11.2010            | вища    | член Народної партії                          | Онопріївська загальноосвітня школа, директор            |
| 6               | Бондаренко Оксана Миколаївна | 01.11.2010            | середня | член Народної партії                          | Тальнівський територіальний центр, соціальний працівник |
| 7               | Савченко Сергій Васильович   | 01.11.2010            | середня | член Народної партії                          | СТОВ «Онопріївське», бригадир                           |
| 8               | Роздорожня Ганна Іванівна    | 01.11.2010            | середня | член Народної партії                          | СТОВ «Онопріївське», бухгалтер                          |
| 9               | Скиданюк Ольга Василівна     | 01.11.2010            | вища    | член Народної партії                          | Онопріївська сільська рада, секретар                    |
| 10              | Дудник Наталія Василівна     | 01.11.2010            | вища    | член Народної партії                          | Онопріївська сільська рада, землевпорядник              |
| 11              | Біла Валентина Володимирівна | 01.11.2010            | вища    | член Народної партії                          | Онопріївський дитячий садок, завідувачка                |
| 12              | Багрій Володимир Григорович  | 01.11.2010            | середня | член Народної партії                          | пенсіонер                                               |
| Партія регіонів |                              |                       |         |                                               |                                                         |
| 2               | Сивак Галина Миколаївна      | 01.11.2010            | вища    | член Партії регіонів                          | Онопріївська загальноосвітня школа, вчитель             |
| Самовисування   |                              |                       |         |                                               |                                                         |
| 4               | Накоп'юк Сергій Романович    | 01.11.2010            | вища    | член Всеукраїнського об'єднання «Батьківщина» | ПП «Нива», заступник директора                          |
| 5               | Соць Сергій Олексійович      | 01.11.2010            | середня | член Партії регіонів                          | ВАТ «Промінь», механізатор                              |